# Кампаран
Кампаран (фр. Camparan) насеље је и општина у јужној Француској у региону Миди Пирене, у департману Горњи Пиринеји која припада префектури Бањер де Бигор.
По подацима из 2011. године у општини је живело 62 становника, а густина насељености је износила 26,38 становника/km². Општина се простире на површини од 2,35 km². Налази се на средњој надморској висини од 960 метара (максималној 1.620 m, а минималној 790 m).

## Демографија
| 1962. | 1968. | 1975. | 1982. | 1990. | 1999. | 2011. |
| ----- | ----- | ----- | ----- | ----- | ----- | ----- |
| 38    | 43    | 42    | 42    | 50    | 54    | 62    |

График промене броја становника у току последњих година